# Says lov
Says lov er udarbejdet af den franske økonom Jean-Baptiste Say, der siger at udbuddet aldrig kan overstige efterspørgslen.
Hver gang folk sælger en vare (af udbuddet), får de kapital (penge) og skaber derved efterspørgsel, fordi de skal bruge deres penge. Udbuddet af varer indhenter altså aldrig efterspørgslen af varer.
Ofte formuleres "loven" på følgende måde: "Udbuddet skaber sin egen efterspørgsel".
| Økonomi | Spire Denne artikel om økonomi er en spire som bør udbygges. Du er velkommen til at hjælpe Wikipedia ved at udvide den. |